# 反共济会党
反共济会党（Anti-Masonic Party）是美国历史上首个第三党派，是單一問題政党，持强烈反对共济会的观点，建立于1828年2月，当时具有一定影响力，后逐渐被辉格党吸收，1838年后消失。
在1832年美国总统选举中，曾推出威廉·沃特担任总统候选人，获得了佛蒙特州7个选举人票。